# Corsarios de Campeche
Corsarios de Campeche es un equipo profesional de fútbol de México, fundado el 6 de septiembre de 1981 en la ciudad de San Francisco de Campeche capital del Estado de Campeche, México primeramente bajo el nombre "Corsarios de la Universidad Autónoma del Sudeste". El equipo disputa sus juegos como local en el Estadio Universitario (Propiedad de la Universidad Autónoma de Campeche). Actualmente participa en la Temporada 2012-2013 de la Tercera División de México en el Grupo 1. Los colores que identifican al equipo son el negro, blanco y rojo.
El equipo actualmente participa en su vigésima novena temporada en la Tercera División

## Historia
El fútbol profesional en la ciudad de San Francisco de Campeche nace con la franquicia de Tercera División de México denominada Corsarios de Campeche, fue el 6 de septiembre de 1981 cuando debutaron en el Estadio Univeritario de la Universidad Autónoma de Campeche derrotando a los Átomos de Minatitlán por 2 goles a 1, en sus inicios el equipo era nombrado como Corsarios de la Universidad Autónoma del Sudeste (UAS). Para la creación del equipo se contó con el apoyo del entonces gobernador del Estado de Campeche, Ing. Eugenio Echeverria Castellot.
Es a partir de la temporada 1983-1984 cuando asume la presidencia del equipo Alberto Chan Talango, que se decide que el equipo sea conocido como Corsarios de Campeche.
En la temporada 1995-1996 jugaron con el nombre de SEL. Campeche y en la siguiente temporada regresan a ser "Corsarios"
Desde el debut del equipo Corsarios de Campeche hasta la actualidad, el equipo campechano ha logrado participar en varias liguillas pero no ha podido conseguir el ascenso a la Segunda División de México.

## Temporadas
- Temporada:1981-1982[1]
- Temporada:1982-1983[1]
- Temporada:1983-1984[1]
- Temporada:1984-1985[1]
- Temporada:1985-1986[1]
- Temporada:1986-1987[1]
- Temporada:1987-1988[1]
- Temporada:1988-1989[1]

- Temporada:1989-1990[1]

El equipo no participa, prestan su franquicia a Camaroneros de Salina Cruz regresando para la temporada 1990-1991
- Temporada:1990-1991[1]
- Temporada:1991-1992[1]
- Temporada:1992-1993[1]

No participaron pidieron permiso
- Temporada:1993-1994[1]
- Temporada:1994-1995[1]

La pretemporada 1994-1995 participaron en un torneo internacional cancún 94 (del 4 al 10 de septiembre del 94) donde se enfrentaron a dos equipos brasileños Flamenco y Sao Paulo además a la Universidad de la sellé de México y le ganaron a los anfitriones Pioneros de Cancún en la final para ser los campeones.
- Temporada:1995-1996[1]
- Temporada:1996-1997
- Temporada:1997-1998
- Temporada:1998-1999
- Temporada:1999-2000
- Temporada:2000-2001[1]
- Temporada:2001-2002
- Temporada:2002-2003
- Temporada:2003-2004
- Temporada:2004-2005
- Temporada:2005-2006
- Temporada:2006-2007
- Temporada:2007-2008
- Temporada:2008-2009
- Temporada:2009-2010
- Temporada:2010-2011
- Temporada:2011-2012
- Temporada:2012-2013: Corsarios a un penal de ascender a segunda división, pero se queda en el camino.

La mejor actuación de un plantel de Corsarios de Campeche en el fútbol de la Tercera División quedó establecido, al llegar a la instancia de los cuartos de final y ante las nuevas disposiciones de la Rama de la Tercera División, los cuatro equipos semifinalistas obtendrán el pase a Segunda División; el campeón, se establece en Segunda División Premier y los tres restantes, a Segunda División Nuevos Talentos.
Fue la mejor actuación en la historia de un plantel de Corsarios de Campeche en la Tercera División Profesional. Y por méritos propios el equipo estuvo cerca, más cerca que nunca. Pero se sabe que en los penales es un “volado” y la suerte los dejó fuera de la Segunda.
Marcador global 1-1, Penales 7-6 contra el equipo Deportivo Zitácuaro
| Temporada | División           | Posición                      |
| --------- | ------------------ | ----------------------------- |
| 2014/2015 | 5.Tercera División | 4o. Grupo I (Treintaidosavos) |
| 2015/2016 | 5.Tercera División | 1.º Grupo I (Treintaidosavos) |
| 2016/2017 | 5.Tercera División | 4o. Grupo I (Treintaidosavos) |
| 2017/2018 | 5.Tercera División | 11o. Grupo I                  |
| 2018/2019 | 5.Tercera División | 7o. Grupo I                   |
| 2019/2020 | 5.Tercera División | 8o. Grupo I                   |
| 2020/2021 | 5.Tercera División | 4o. Grupo I (Dieciseisavos)   |

## Estadio

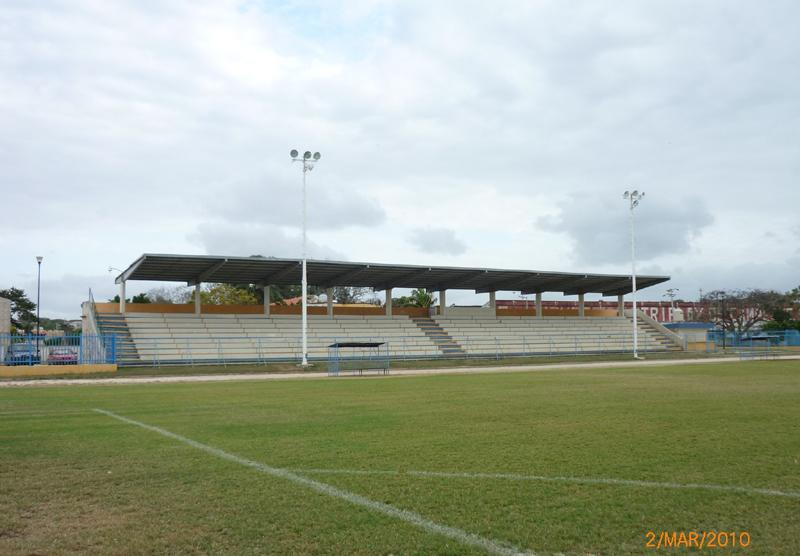
Estadio Universitario

El " Estadio Universitario" es un estadio de fútbol ubicado en la ciudad de San Francisco de Campeche, Campeche, México, cuenta con una capacidad para 4.000 espectadores, el estadio es propiedad de la Universidad Autónoma de Campeche (UAC). Actualmente es la casa de los Cañoneros de Campeche equipo que milita en la Segunda División de México en la Liga de Nuevos Talentos de México y del equipo de "Corsarios de Campeche" de la Tercera División de México.
El Estadio Universitario cuenta con pista recreativa de atletismo, canchas de usos múltiples (fútbol sala, baloncesto, voleibol, etc.), además de ser sede de los equipos profesionales de fútbol de la ciudad, Cañoneros y Corsarios, el estadio es utilizado para diversos eventos deportivos, culturales y educativos de la Universidad así como del público en general.